# Emiel Rogiers

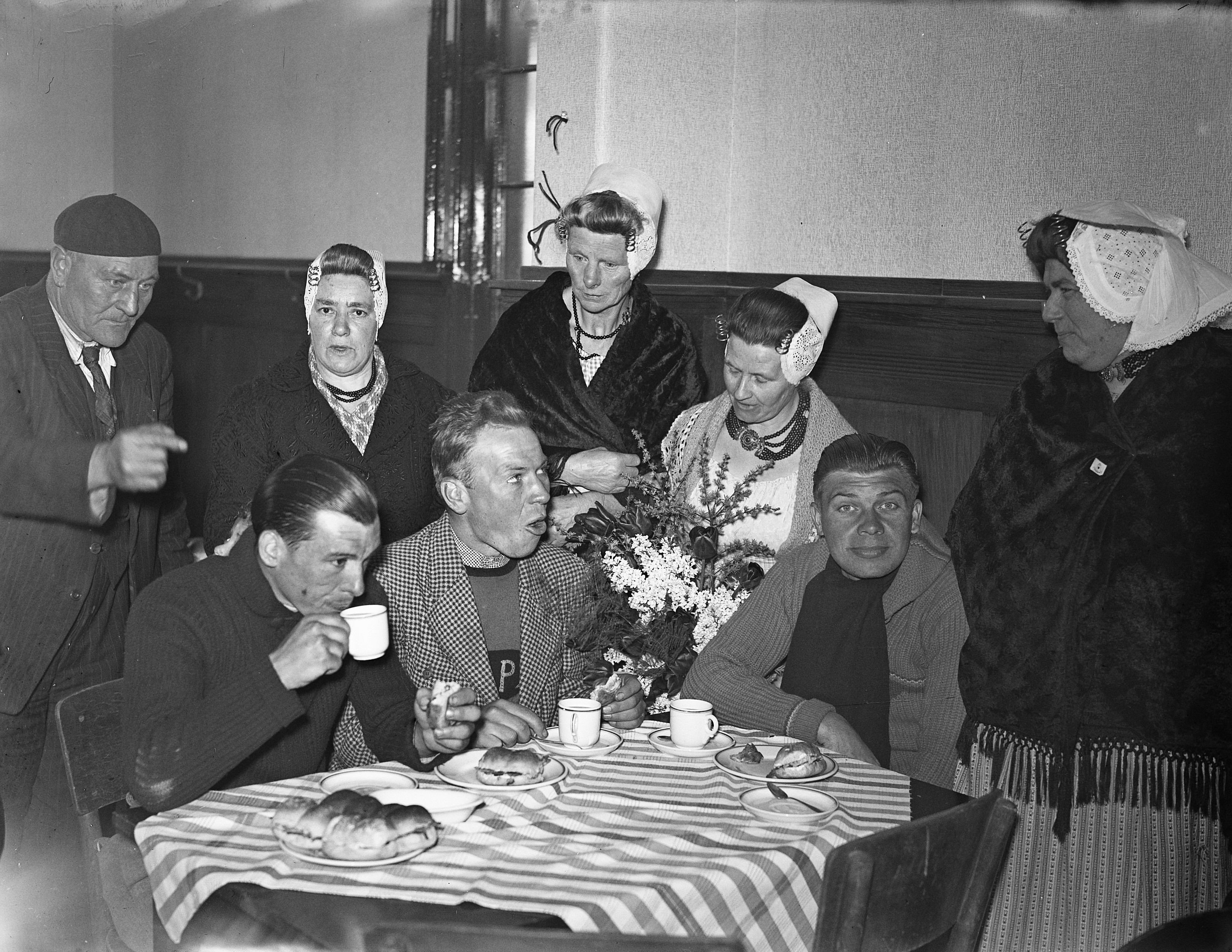
Rogiers (rechts) in 1948

Emiel Rogiers (* 15. März 1923 in Aalst; † 5. Dezember 1998 in Ninove) war ein belgischer Profiradrennfahrer in der Zeit von 1944 bis 1954. Sein bekanntester Erfolg war der Sieg der Niederlande-Rundfahrt 1948. Zunächst galt Jean Goldschmit als Sieger der Rundfahrt. Nach mehreren Protesten wurde ihm im Dezember der Sieg aberkannt, da er die letzte Etappe abgekürzt hatte. Der Gesamtsieg wurde daraufhin Emiel Rogiers zuerkannt. 1948 war er auch im Grote Prijs Beeckman-De Caluwé erfolgreich.

## Teams
- 1947 Bertin-Wolber
- 1947 Alcyon-Dunlop
- 1948 Garin-Wolber
- 1948 Pento
- 1948 Lion Rapide
- 1949 Van Hauwaert
- 1949 Garin-Wolber
- 1950 Mervil